# Peter Marselis
Peter Marselis (auch Marcelles oder Marcelis; russisch Пётр Гаврилович Марселис, wiss. Transliteration Pёtr Gavrilovič Marselis; * um 1602 in Rotterdam; † 10. Juli 1672 in Moskau) war ein niederländisch-russischer Großkaufmann, Architekt und Ingenieur des 17. Jahrhunderts.

## Leben
Die Kaufmannsfamilie Marselis stammte aus Antwerpen. Marselis’ Vater war Gabriel Marselis der Ältere († 1643). Seine Mutter Anna l’Hermite († 1652) war eine Tochter des Juwelenhändlers Peter l’Hermite (* 1545; † vor 1617) und mit dem niederländischen Admiral Jacques L’Hermite verwandt. Peter hatte mehrere Brüder, die ebenfalls für das väterliche Handelshaus tätig waren. Selio und Gabriel Marselis, einer der reichsten Niederländer seiner Zeit, konzentrierten ihre Geschäfte auf Nordeuropa und gehörten in der Mitte des 17. Jahrhunderts zu den wichtigsten Kreditgebern der dänischen Krone, während Leonhard und Elisabeth vorwiegend von Hamburg aus tätig waren.
Peter Marselis selbst gehörte zu den niederländischen Kaufleuten, die im 17. Jahrhundert auf Einladung von Zar Michail Romanow in den Aufbau der russischen Metallindustrie investierten. Ab 1629 lebte er als Großkaufmann in Moskau und besaß in Russland ein Eisenbergwerk und mehrere Werke zur Eisenverhüttung und Waffenproduktion. In Archangelsk hatte er das Monopol für den Kauf von Fisch und Mastholz. Zu seinen wichtigsten Leistungen gehört die Gestaltung des  Kaufhauses Gostiny Dvor in Archangelsk. Er führte auch die Rosenzucht in Russland ein.
1639 errichtete er eine Eisenhütte bei Tula (später von Andrei Winius übernommen) und erhielt später vom Zaren Konzessionen für den Bau neuer Eisenhütten an den Flüssen Vaha, Shekina und Kostroma. Ab 1634 vermittelte er der Gottorfer Gesandtschaft nach Russland unter Adam Olearius Kontakte zum russischen Hof, wo er ab 1638 auch die dänischen Interessen als Resident vertrat. 1642 wurde er geadelt. 
Für seine Hochzeit mit Dorothea Barnesley, der Tochter eines ebenfalls in Moskau ansässigen englischen Kaufmanns, verfasste Paul Fleming ein – verloren gegangenes – Gedicht.
Peter Marselis starb 1672. Sein Sohn Leonhard (1638–1670), der erfolgreich mit dem Aufbau einer russischen Post begonnen hatte, war bereits vor ihm gestorben. Der Sohn Peter führte das russische Handelshaus und die mit Gabriels Unterstützung aufgebauten Eisenwerke sowie die Postmeisterei erfolgreich weiter, starb aber bereits 1675. Der Besitz ging unter Umgehung des kleinen Sohnes und der jüngeren Brüder in andere Hände über. Gabriels Söhne gingen bei ihren Forderungen nach Rückzahlung der dem älteren Peter gewährten Kredite leer aus.